# NMBS/SNCB-Reihe 1
Die Dampflokomotiven der NMBS/SNCB-Reihe 1 waren mit 126 Tonnen Dienstgewicht eine der schwersten europäischen Pacific-Lokomotiven. Sie wurden von den belgischen Staatsbahnen NMBS/SNCB 1935 bis 1938 mit insgesamt 35 Stück beschafft.

## Geschichte
Nach dem Ersten Weltkrieg erhielt die belgische Staatsbahn aus den deutschen Ablieferungen nach dem Waffenstillstand von Compiègne einen umfangreichen Bestand relativ neuer Lokomotiven vor allem der ehemaligen Preußischen Staatseisenbahnen. Nach der bis 1912 gelieferten NMBS/SNCB-Reihe 10 waren daher erst in den 1930er Jahren aufgrund der stark gestiegenen Zuggewichte sowie der zunehmenden Konkurrenz von Auto und Flugzeug neue Lokomotiven für die hochwertigen Schnellzugleistungen im internationalen Verkehr erforderlich. Vor allem auf der steigungsreichen Strecke über Arlon nach Luxemburg kam die Reihe 10 an ihre Grenzen. Die NMBS/SNCB gab daher die Entwicklung einer neuen Schnellzug-Pacific in Auftrag, der Entwurf wurde maßgeblich von ihrem Chefingenieur Raoul Notesse beeinflusst. An der Lieferung waren verschiedene belgische Hersteller beteiligt, die Firmen Tubize, Cockerill, La Meuse und Haine-St Pierre hatten dazu ein entsprechendes Konsortium gebildet. Die erste Lokomotive wurde im Mai 1935, rechtzeitig zur 100-Jahr-Feier der belgischen Eisenbahnen, von Tubize abgeliefert.
Vorgegeben war, dass die Lokomotiven eine Maximalgeschwindigkeit von 120 km/h erreichen sollten, auf den langen Rampen der Bahnstrecke Namur–Luxemburg sollten sie noch Züge mit 400 Tonnen Gewicht bei einer Dauergeschwindigkeit von 80 km/h befördern. Testfahrten bestätigten die Erwartungen, gegenüber der Reihe 10 lag die nutzbare Leistung mit bis zu 2700 PSi um bis zu 40 % höher. 1935 erhielt die Staatsbahn eine erste Serie von 15 Stück, gefolgt von weiteren 20 Stück im Jahr 1938. Die Lokomotiven übernahmen alle wichtigen Schnellzugleistungen auf der Hauptachse des belgischen Eisenbahnnetzes zwischen Oostende, Brüssel und Lüttich sowie auf den anspruchsvollen Steigungsstrecken zur deutschen Grenze bei Aachen bzw. nach Luxemburg.
Die NMBS/SNCB beschaffte ab Mitte der 1950er Jahre große Serien neuer Diesellokomotiven und elektrifizierte weite Teile ihres Netzes. Ab 1955 übernahmen die neuen Diesellokomotiven der NMBS/SNCB-Reihe 202 die wichtigsten Schnellzugleistungen auf den nicht elektrifizierten Strecken, im gleichen Jahr war die Strecke zwischen Oostende und Lüttich komplett unter Fahrdraht. Die Reihe 1 wurde auf nachrangige Leistungen verdrängt. 1962 wurden alle Lokomotiven, abgesehen von der bereits 1954 unfallbedingt ausgemusterten 1.001, außer Dienst gestellt.

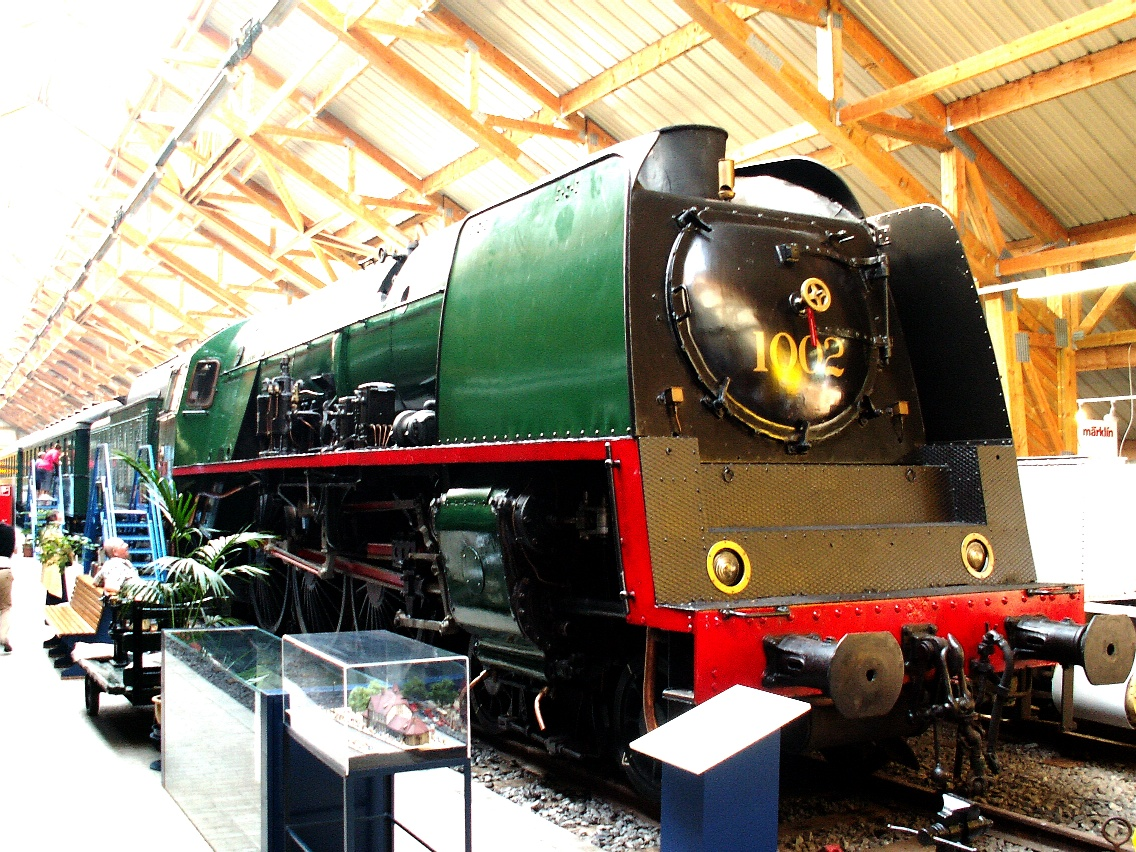
Die 1.002 im Museum in Treignes

Lediglich ein Exemplar, die Lokomotive 1.002, blieb erhalten. Sie wurde für die 150-Jahr-Feier der belgischen Eisenbahnen 1985 wieder instand gesetzt und für Sonderfahrten eingesetzt. Inzwischen steht sie in nicht betriebsfähigem Zustand bei der Museumsbahn Chemin de fer à vapeur des 3 vallées in Treignes in der südlichen Wallonie in deren Museumssammlung.

## Technik
Die Reihe 1 wurde, wie auch bereits die Reihe 10, als Vierlings-Lokomotive mit Frischdampf für alle vier Zylinder entworfen. Der erwartete hohe Dampfbedarf führte dazu, dass die große Feuerbüchse des aus hochwertigem Nickelstahl hergestellten Kessels mit zwei Feuertüren ausgestattet wurde, zeitweise waren dafür zwei Heizer im Einsatz. Basierend auf französischen Erfahrungen wurde eine Kylchap-Saugzuganlage mit zwei Blasrohren eingebaut, die Strömungskanäle für den Dampf wurden, basierend auf den Erkenntnissen von André Chapelon, auf optimale thermische Verhältnisse ausgelegt. Der Lokomotivrahmen war als Barrenrahmen mit 115 mm dicken Rahmenwangen ausgeführt, die durch Querträger aus Stahlguss sowie den als Monoblock ebenfalls in Stahlguss ausgeführten Zylinderblock verbunden wurden. Während das vordere Drehgestell einen Innenrahmen erhielt, besaß die Nachlaufachse ein Delta-Schleppgestell, jeweils mit Rollenlagern. Äußerlich erhielten die Lokomotiven eine teilweise stromlinienförmig ausgeführte Front mit großen Windleitblechen und einer oben abgeschrägten Rauchkammertür.